# Jean-François-Régis Clet
Jean-François-Régis Clet (Grenoble, 19 agosto 1748 – Wuchang, 17 febbraio 1820) è stato un presbitero lazzarista francese, strangolato in Cina a causa del suo apostolato; beatificato come martire nel 1900, è stato proclamato santo da papa Giovanni Paolo II nel 2000.
Il suo elogio si legge nel Martirologio romano al 18 febbraio.